# Пайпер, Иоахим
Иоахим «Йохен» Пайпер (нем. Joachim Peiper; 30 января 1915, Берлин, Германская империя — 14 июля 1976, Трав, Верхняя Сона, Франция) — офицер старшего командного состава Ваффен СС, участник Второй мировой войны. С ноября 1940 по август 1941 служил личным адъютантом рейхсфюрера СС Генриха Гиммлера. Принимал активное участие в боях Французской кампании, затем сражался против Красной армии на Восточном фронте, а после открытия Второго фронта в Европе — воевал на нём против войск Антигитлеровской коалиции. В апреле 1945 года дослужился до звания штандартенфюрера, став самым молодым полковым командиром Ваффен СС. Командовал одним из подразделений 1-й танковой дивизии СС «Лейбштандарт СС Адольф Гитлер», которая после войны была обвинена Нюрнбергским трибуналом в военных преступлениях, за что Пайпер был осуждён и находился в заключении до 1956 года.

## Биография
Родился в Берлине в семье военного. С ростом НСДАП в Германии он превратился в убежденного национал-социалиста. С 1935 года — служба в Ваффен СС. В 1936 году был назначен штурмфюрером СС. В 1939 году женился на секретарше Гиммлера. Во время французской кампании 1940 года провёл блестящую операцию по разгрому британской батареи в районе Дюнкерка, за что был награждён Железным крестом 1 класса.
Принимал участие в боях на Восточном фронте против Красной армии. 7-12 февраля 1943 года его 3-й мотопехотный батальон помог прорваться окруженным немецким частям 320-й пехотной дивизии на Дону (в районе города Змиёв), уничтожив в ходе операции лыжный батальон красноармейцев.
14 марта 1943 года его танковая дивизия овладела Харьковом.
Также воевал в Румынии и Польше. При наступлении в Арденнах именно усилиями его мобильного отряда войска СС добились некоторых успехов, но на общий ход операции они не повлияли.

## После войны
Иоахим Пайпер был обвинён в расстреле 17 декабря 1944 года 84 пленных американских солдат во время наступления в Арденнах, близ городка Мальмеди (мемориал Мальмеди). Согласно докладу подкомитета Сената США, бойня у Мальмеди была только одним из ряда военных преступлений боевой группы Пайпера (нем. Kampfgruppe Peiper) в ходе Арденнского наступления, в результате которых было убито около 350 американских военнопленных и около 100 бельгийских мирных жителей. В докладе также отмечалось, что ранее на Восточном фронте один из батальонов группы Пайпера сжёг две деревни и убил всех их жителей. Хотя лично Пайпер не участвовал в расстреле пленных у Мальмеди (продолжая наступление на Линьевиль), на военном суде он признал свою вину за действия своих подчинённых. Был приговорён к смертной казни, но благодаря адвокату Уиллису Эверетту в ходе расследования, в связи с неправомерными действиями обвинения (пытки, лжесвидетельства), приговор был заменён на пожизненное заключение.
В 1956 году был освобождён. После освобождения работал на заводе «Порше». В 1962 году Пайпер наконец решился осуществить свою давнюю мечту и купил участок земли в лесу. Через два года вместе с сыном построил там дом. В этом ему помогали друзья из его батальона. Сначала Йохен с женой приезжали туда как на дачу, а в 1972 году продали дом в Штутгарте и окончательно переехали во Францию, официально получив там вид на жительство.

## Смерть
В День взятия Бастилии, 14 июля 1976 года, французские антинацисты напали на дом Пайпера в Траве и подожгли его. Когда пожар был потушен, пожарные обнаружили обугленные останки человека, который держал в руках пистолет и винтовку 22-го калибра, как бы защищаясь. Следователи по делу о поджоге установили, что этот человек умер от вдыхания дыма. Ответственность за поджог, в результате которого погиб Пайпер, взяла на себя антинацистская политическая группа «Мстители»; тем не менее, из-за разрушений, вызванных поджогом, некоторые французские полицейские власти так и не убедились в том, что найденным человеком был именно Иоахим Пайпер.

## Звания
- Претендент в СС — 16 октября 1933 года
- СС-манн — 23 января 1934 года (номер СС — 132496)
- СС-штурмманн — 7 сентября 1934 года
- роттенфюрер СС — 15 октября 1934
- унтершарфюрер СС — 1 марта 1935 года
- юнкер СС — 1 июля 1935 года
- штандартенюнкер СС — 9 ноября 1935 года
- штандартеноберюнкер СС — 25 февраля 1936 года
- унтерштурмфюрер СС — 20 апреля 1936 года
- оберштурмфюрер СС — 30 января 1939 года
- гауптштурмфюрер СС — 1 июня 1940 года
- штурмбаннфюрер СС — 30 января 1943 года
- оберштурмбаннфюрер СС — 30 января 1944 года
- штандартенфюрер СС — 20 апреля 1945 года

## Назначения
- 1 апреля 1936 года — командир 3-го взвода 11-й роты III батальона LAH
- 18 февраля 1938 года — адъютант III батальона LAH
- 4 июля 1938 года — второй адъютант в Личном штабе рейхсфюрера СС
- 1 ноября 1939 года — первый адъютант в Личном штабе рейхсфюрера СС (фактически был на этой должности по крайней мере с 1 июня 1939 года)
- 18 мая 1940 года — командир 1-го взвода 11-й роты III батальона LAH
- май 1940 года — командир 11-й роты III-го батальона LAH
- 4 августа 1941 года — офицер для специальных поручений штаба дивизии LAH
- 11 октября 1941 года — командир 11-й роты III батальона LAH
- 14 сентября 1942 года — командир III батальона (далее бронированного) 2-го пехотного (далее мотопехотного) полка LAH
- 20 ноября 1943 года — командир 1-го танкового полка LAH.
- 1944 год — командир 1-го танкового полка СС (нем. SS-Panzer-Regiment 1 LSSAH)

## Награды
- Рыцарский крест Железного креста
  - Рыцарский крест (9 марта 1943 года)
  - Дубовые листья (27 января 1944 года, № 377)
  - Мечи (11 января 1945 года, № 119)
- Железный крест 1-го класса (13 июня 1940)
- Железный крест 2-го класса (31 мая 1940)
- Германский крест в золоте (6 мая 1943)
- Штурмовой знак пехотинца в бронзе (1940)
- Медаль «За зимнюю кампанию на Востоке 1941/42» (1 сентября 1942)
- Знак за ближний бой в бронзе (7 сентября 1943)
- Знак за ближний бой в серебре (20 октября 1943)

### На английском языке
- Weingartner, James J. (2004). Crossroads of Death: The story of the Malmédy Massacre and Trial. University of California Press
- Westemeier, Jens (2007). Joachim Peiper: A Biography of Himmler’s SS Commander. Schiffer Publications. ISBN 978-0-7643-2659-2
- Patrick Agte (1999). Jochen Peiper: Commander, Panzerregiment Leibstandarte.